# 中華路 (高雄市)

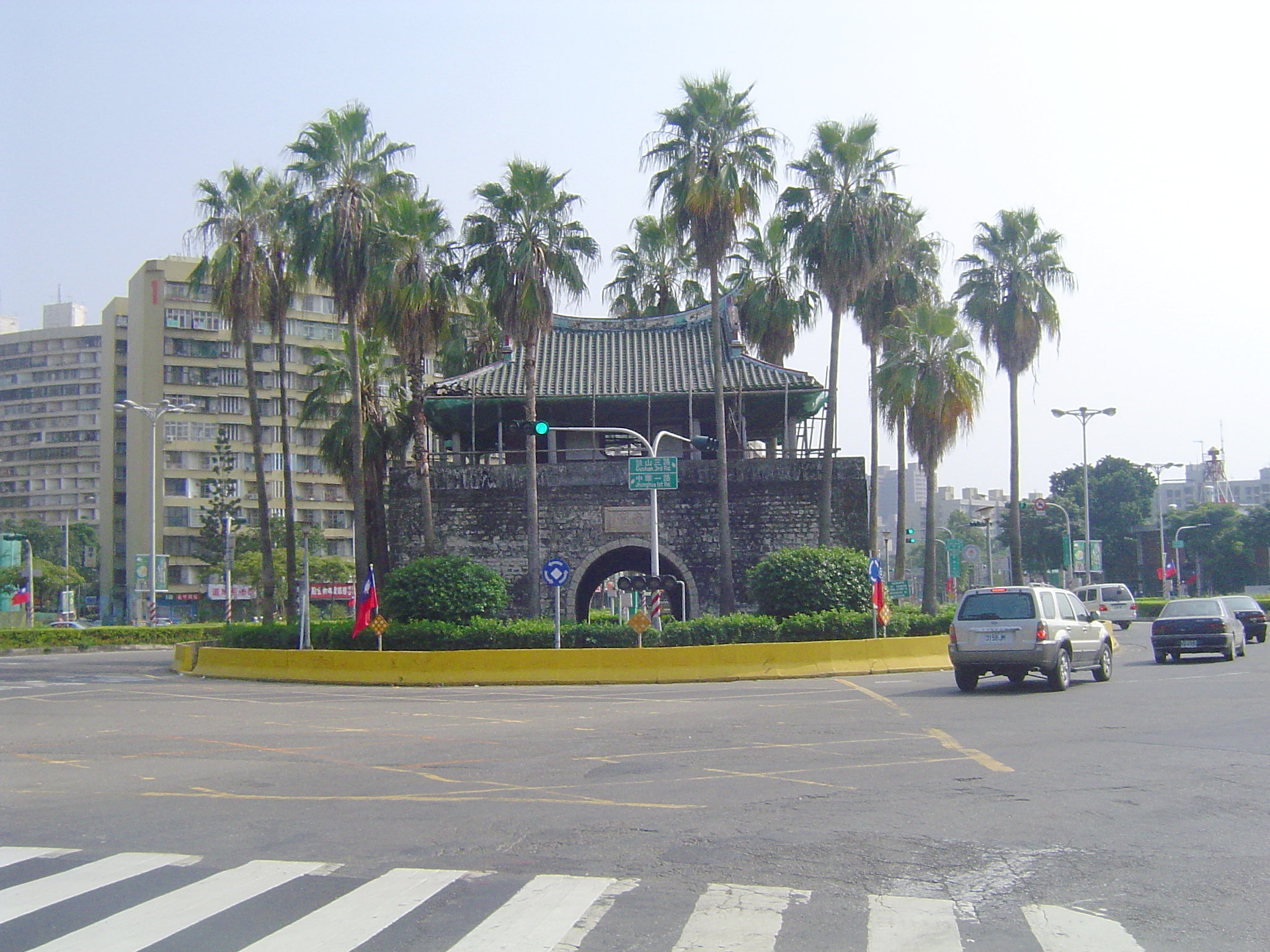
中華路起點－鳳山縣舊城南門

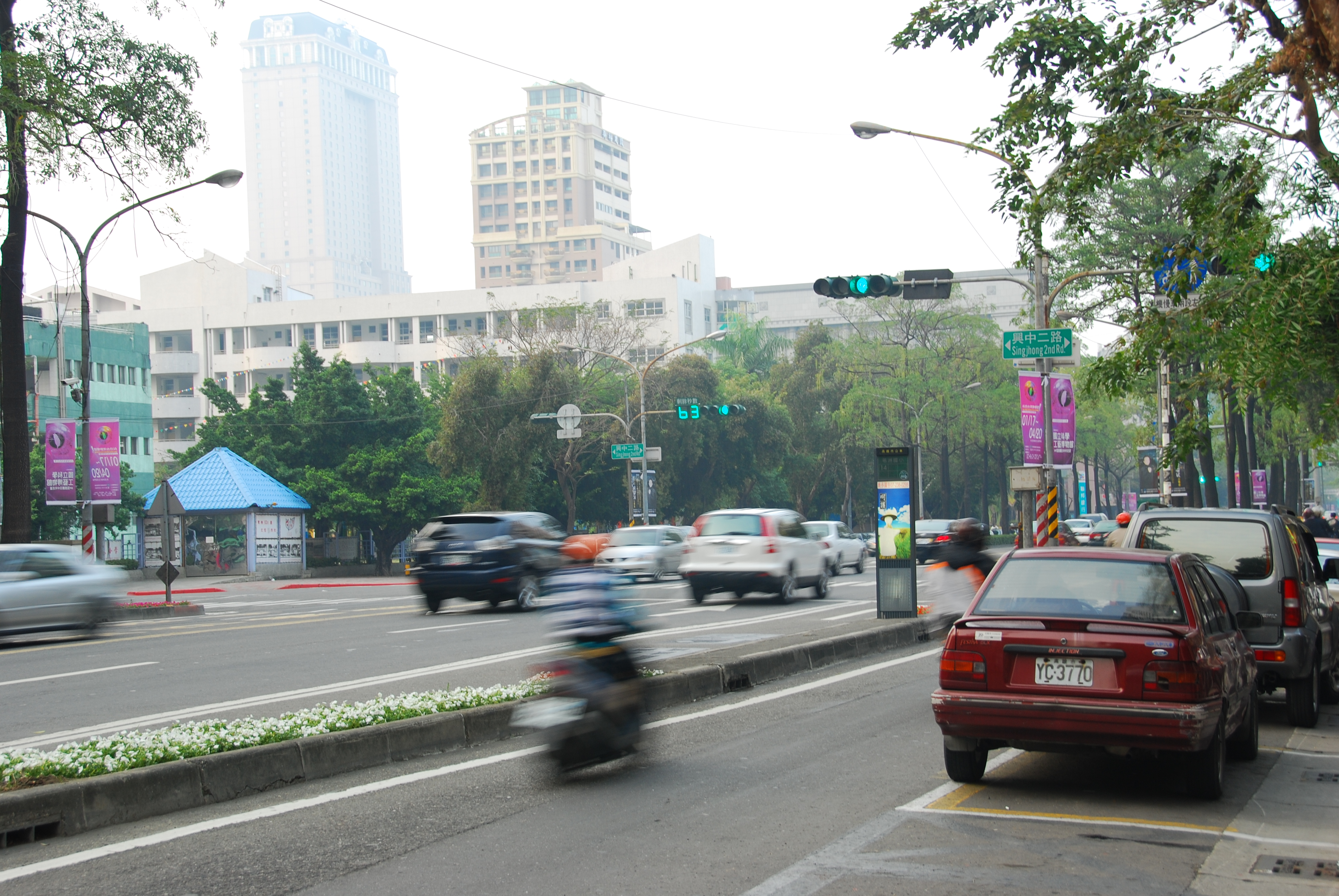
中華路與興中二路交叉口

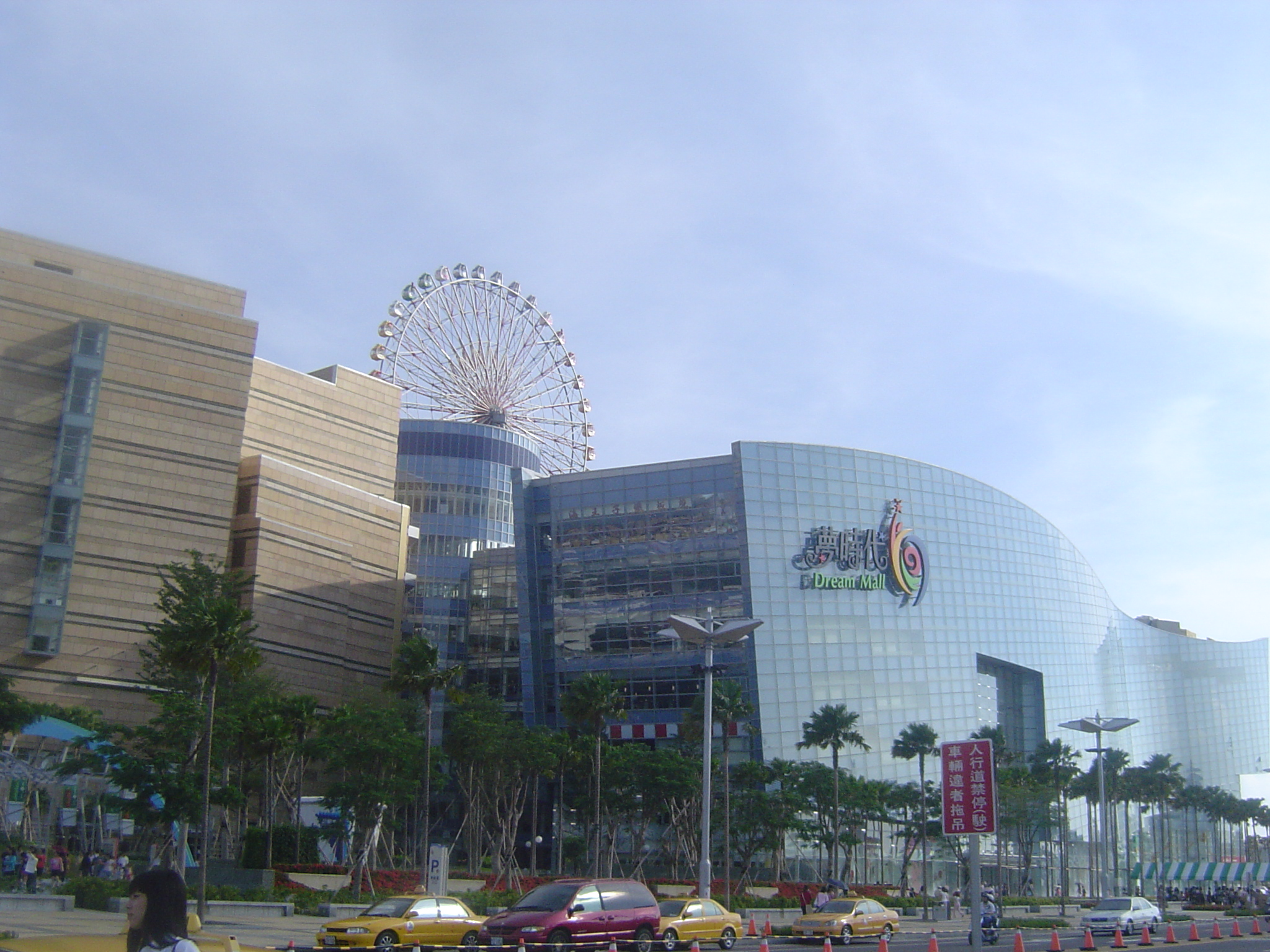
統一夢時代購物中心

中華路（Jhonghua Rd.）是高雄市南北向的主要幹道之一，起端於鼓山三路與左營大路的左營舊城南門圓環，末端於凱旋四路口。其中，中華一路（華泰路口，中華陸橋下來）至中華三路（五福三路圓環）編號台17線。中華路共分為五個部分，是高雄市分為最多段的道路，但並非最長的道路。

## 行經行政區域
（由北至南）
- 左營區
- 鼓山區
- 三民區
- 前金區
- 苓雅區
- 前鎮區

## 分段
中華路共分為五個部份：
- 中華一路：北起鼓山一路與左營大路的左營舊城南門圓環，南於同盟路口接中華二路。屬於台17線，經左營、鼓山區。
- 中華二路：北於同盟路口接中華一路，南於鐵道三街口接中華三路。屬於台17線，僅經三民區。
- 中華三路：北於鐵道三街口接中華二路，南於五福三路圓環接中華四路。屬於台17線，經三民、前金區。
- 中華四路：北於五福三路圓環接中華三路，南於新光路口接中華五路，僅經苓雅區。
- 中華五路：北於新光路口接中華四路，南止於凱旋四路口，僅經前鎮區。原復興三路口至凱旋四路口之間的路段為五號船渠的一部份，後填平成為馬路。屬夢時代商圈。

## 歷史

### 中華路地下道（已填平）
位於三民區九如路與建國路之間，為中華二、三路分段點，穿越台鐵縱貫線鐵路，1971年竣工，因鐵路於2018年10月14日深夜遷入地下永久路線營運，而於2020年2月1日開始封閉著手填平，2月13日先行開放北往南臨時便道，3月6日開放主線通車，2020年7月中旬前全面完工。

## 沿線設施
（由北至南）
- 中華一路
  - 鳳山縣舊城南門
  - 台灣中油加油站左營站(2-21號)
  - 果貿社區
    - 果貿公有市場(9號)

  - 翠華陸橋(又稱左營高架橋)
  - 高雄市鼓山區戶政事務所第二辦事處(45號2樓)
  - 明誠中學(97號)
  - 瑞豐郵局(316-3號)
  - 高雄市土木技師公會(203號3樓)
  - 高雄市政府警察局鼓山分局龍華派出所(301號)
  - 高雄市立聯合醫院（976號)
  - 聯合醫院站（高雄捷運環狀輕軌）
  - 民主進步黨高雄市黨部(2300號)
  - 高雄市政府消防局第二大隊、中華分隊(2320號)
  - 愛河治平橋

- 中華二路
  - 中油華盟加油站(372號)

- 中華三路
  - 高雄市政府警察局三民第一分局 （页面存档备份，存于）三民派出所(門牌設於建國三路188號)
  - 三民市場
  - 三塊厝郵局(270號)
  - 幸福川中華橋
  - 台灣中油加油站中華三路站(136號)
  - 高雄市立大同醫院（68號）
  - 成功廣播公司（63號）
  - 中央公園
  - 城市光廊
  - 五福中華圓環（介於三、四路）
- 中華四路
  - 五福中華圓環（介於三、四路）
  - 大立百貨
  - 高雄市苓雅區苓洲國民小學 (門牌設於四維四路61號)

- 中華五路
  - 宜家家居高雄店(1201號)
  - 家樂福成功店(1111號)
  - 好市多高雄店(1201號)
  - 正勤中華公有小型車停車場(656號)
  - 五號船渠金鞏橋
  - 台糖加油站中華站(825號)
  - 統一夢時代購物中心(789號)
  - 凱旋中華站（高雄捷運環狀輕軌）

## 公車資訊
- 中華一路
  - 漢程客運
    - 168東 金獅湖站－金獅湖站
    - 168西 金獅湖站－金獅湖站
    - 168東區間 金獅湖站－金獅湖站
    - 168西區間 金獅湖站－金獅湖站
    - 紅35 金獅湖站－捷運凹子底站

  - 港都客運
    - 73 建軍站－左營區公所
    - 205 中華幹線 加昌站－高雄車站－輕軌夢時代站（統一時代百貨）

  - 高雄客運
    - 8043 茄萣－台17線－高雄車站（建國路）

- 中華二路
  - 漢程客運
    - 168東區間 金獅湖站－金獅湖站
    - 168西區間 金獅湖站－金獅湖站

  - 港都客運
    - 73 建軍站（捷運衛武營站）－左營區公所
    - 205 中華幹線 加昌站－高雄車站－輕軌夢時代站（統一時代百貨）
    - 218 內惟幹線 加昌站－高雄車站（建國路）

  - 高雄客運
    - 33 金獅湖站－捷運鹽埕埔站（大仁路）
    - 8043 茄萣－台17線－高雄車站（建國路）

- 中華三路
  - 漢程客運
    - 168東區間 金獅湖站－金獅湖站
    - 168西區間 金獅湖站－金獅湖站

  - 港都客運
    - 205 中華幹線 加昌站－高雄車站－輕軌夢時代站（統一時代百貨）
    - 218 內惟幹線 加昌站－高雄車站（中山路）

  - 高雄客運
    - 33 金獅湖站－捷運鹽埕埔站（大仁路）

- 中華四路
  - 港都客運
    - 70 三多幹線 前鎮站－長庚醫院
    - 205 中華幹線 加昌站－高雄車站－輕軌夢時代站（統一時代百貨）

- 中華五路
  - 港都客運
    - 36 前鎮站－高雄車站（建國路）
    - 70 三多幹線 前鎮站－長庚醫院
    - 205 中華幹線 加昌站－高雄車站－輕軌夢時代站（統一時代百貨）
    - 214 小港站－歷史博物館
    - 紅21 建軍站（捷運衛武營站）－捷運三多商圈站

  - 漢程客運
    - 72 金獅湖站－中正高工

## 公共自行車
- 高雄市公共自行車租賃系統：
  - 果貿公有市場西側：中華一路5-14號旁
  - 中華郵政前峰郵局：九如四路2008號北側
  - 中華翠華路口：中華一路/翠華路(東南側)
  - 鼓山區戶政事務所第二辦公處：中華一路45號西側
  - 明誠高中(中華一路)：中華一路97號前
  - 中華美明路口：中華一路/美明路(西南側)
  - 中華一路161巷口：中華一與中華一路161巷口西北側
  - 中華美術北三路口北側：中華美術北三路口北側
  - 中華一路828號南側：中華一路828號南側
  - 中華一青海路口：中華一路2300號(前人行道)
  - 中華遼北街口：中華二路/遼北街口南側
  - 中華熱河三街口：中華二路/熱河三街口(西北側)
  - 中華九如三路口：中華二路/九如三路口(西北側)
  - 九如中華二路口：九如二路/中華二路(東南側)
  - 河南中華三路口：河南二路/中華三路口(西北側)
  - 捷運前金站(4號出口)：中華三路121號
  - 高雄市立大同醫院：中華三路68號北側
  - 高雄文學館：民生二路/中華三路東南側
  - 中華苓雅二路口：中華四路153號(前人行道)
  - 苓洲國小：中華四路/興中二路口(西北側)
  - 中華興中路口(東南角)：中華四路116號(前)
  - 林森中華五路口：林森四路/中華五路口(東北側人行道)
  - 中華復興路口(西南側)：中華五路1201號(旁)
  - 中華忠勤路口：中華五路1111號(前)
  - 獅甲社區：中華五路1005號(前人行道)
  - 中華中華五路939巷口：中華五路939巷/中華五路(西南側)
  - 時代大道中華路口(西北側)：時代大道中華五路口(西北側人行道)